# Luxemburgs voetbalelftal in 1993
Het Luxemburgs voetbalelftal speelde in totaal zes interlands in het jaar 1993, een voor een  wedstrijden in de kwalificatiereeks voor de WK-eindronde 1994 in de Verenigde Staten. De nationale selectie stond onder leiding van bondscoach Paul Philipp, de opvolger van de in 1985 opgestapte Josy Kirchens. Op de in 1993 geïntroduceerde FIFA-wereldranglijst zakte Luxemburg in 1993 van de 110de (augustus 1993) naar de 111de plaats (december 1993).

## Balans
| Wedstrijden | Wedstrijden | Wedstrijden | Wedstrijden | Doelpunten | Doelpunten | Doelpunten | Punten |
| Gespeeld    | Winst       | Gelijk      | Verlies     | Voor       | Tegen      | Saldo      | Punten |
| ----------- | ----------- | ----------- | ----------- | ---------- | ---------- | ---------- | ------ |
| 6           | 0           | 1           | 5           | 2          | 12         | –10        | 0.167  |

## Interlands
|                                                      |                                                      |       |           |                                                                                                   |
| 17 februari WK-kwalificatie № 388 «onderlinge duels» | Griekenland                                          | 2 – 0 | Luxemburg | Olympisch Stadion Spyridon Louis, Athene Toeschouwers: 36.224 Scheidsrechter: Václav Krondl (TCH) |
| 17 februari WK-kwalificatie № 388 «onderlinge duels» | Vasilis Dimitriadis 30' (pen.) Tasos Mitropoulos 65' |       |           | Olympisch Stadion Spyridon Louis, Athene Toeschouwers: 36.224 Scheidsrechter: Václav Krondl (TCH) |

|                                                             |           |                                                                             |         |                                                                               |
| 14 april WK-kwalificatie № 389 «onderlinge duels» 20:00 uur | Luxemburg | 0 – 4                                                                       | Rusland | Neie Stadion, Luxemburg Toeschouwers: 3.200 Scheidsrechter: Alan Snoddy (NIR) |
| 14 april WK-kwalificatie № 389 «onderlinge duels» 20:00 uur |           | 11' Sergei Kiriakov 46' Sergei Kiriakov 58' Igor Shalimov 90' Vasili Kulkov |         | Neie Stadion, Luxemburg Toeschouwers: 3.200 Scheidsrechter: Alan Snoddy (NIR) |

|                                                           |                             |       |                      |                                                                                          |
| 20 mei WK-kwalificatie № 390 «onderlinge duels» 20:00 uur | Luxemburg                   | 1 – 1 | IJsland              | Neie Stadion, Luxemburg Toeschouwers: 1.965 Scheidsrechter: Jorge Monteiro Coroado (POR) |
| 20 mei WK-kwalificatie № 390 «onderlinge duels» 20:00 uur | Hlynur Birgisson 70' (e.d.) |       | 40' Arnór Guðjohnsen | Neie Stadion, Luxemburg Toeschouwers: 1.965 Scheidsrechter: Jorge Monteiro Coroado (POR) |

|                                                      |                                |       |           |                                                                                      |
| 8 september WK-kwalificatie № 391 «onderlinge duels» | IJsland                        | 1 – 0 | Luxemburg | Laugardalsvöllur, Reykjavik Toeschouwers: 3.969 Scheidsrechter: Nemus Djurhuus (FAR) |
| 8 september WK-kwalificatie № 391 «onderlinge duels» | Haraldur Ingólfsson 54' (pen.) |       |           | Laugardalsvöllur, Reykjavik Toeschouwers: 3.969 Scheidsrechter: Nemus Djurhuus (FAR) |

|                                                               |                     |       |                                                                     |                                                                                  |
| 12 oktober WK-kwalificatie № 392 «onderlinge duels» 16:00 uur | Luxemburg           | 1 – 3 | Griekenland                                                         | Neie Stadion, Luxemburg Toeschouwers: 2.500 Scheidsrechter: Andrew Waddell (WAL) |
| 12 oktober WK-kwalificatie № 392 «onderlinge duels» 16:00 uur | Stefano Fanelli 83' |       | 31' Nikos Machlas 55' Efstratos Apostolakis 73' Dimitrios Saravakos | Neie Stadion, Luxemburg Toeschouwers: 2.500 Scheidsrechter: Andrew Waddell (WAL) |

|                                                     |                  |       |           |                                                                                       |
| 27 oktober WK-kwalificatie № 393 «onderlinge duels» | Hongarije        | 1 – 0 | Luxemburg | Stadion Ferencvárosi, Boedapest Toeschouwers: 2.500 Scheidsrechter: Oguz Sarvan (TUR) |
| 27 oktober WK-kwalificatie № 393 «onderlinge duels» | Lajos Détári 20' |       |           | Stadion Ferencvárosi, Boedapest Toeschouwers: 2.500 Scheidsrechter: Oguz Sarvan (TUR) |

## FIFA-wereldranglijst
| AUGUSTUS | SEPTEMBER | OKTOBER | NOVEMBER | DECEMBER |
| -------- | --------- | ------- | -------- | -------- |
| 110      | 110       | 106     | 108      | 111      |

## Statistieken
| Paul Koch          | 1966-06-07 | Avenir Beggen      | 5 | 0 | 0 | 7  | 0 |
| John van Rijswijck | 1962-01-16 | Union Luxembourg   | 1 | 0 | 0 | 43 | 0 |
| Verdediging        |            |                    |   |   |   |    |   |
| Marc Birsens       | 1966-09-17 | Union Luxembourg   | 6 | 0 | 0 | 22 | 0 |
| Pierre Petry       | 1961-07-13 | Jeunesse Esch      | 6 | 0 | 0 | 29 | 0 |
| Thomas Wolf        | 1963-01-28 | Union Luxembourg   | 6 | 0 | 0 | 13 | 1 |
| Marcel Bossi       | 1960-01-14 | Progrès Niedercorn | 4 | 0 | 0 | 62 | 0 |
| Ralph Ferron       | 1972-05-13 | Avenir Beggen      | 2 | 0 | 0 | 2  | 0 |
| Jeff Strasser      | 1974-10-05 | FC Metz            | 2 | 0 | 0 | 2  | 0 |
| Carlo Weis         | 1958-12-04 | Avenir Beggen      | 2 | 0 | 0 | 67 | 1 |
| Middenveld         |            |                    |   |   |   |    |   |
| Joël Groff         | 1968-09-11 | Union Luxembourg   | 6 | 0 | 0 | 18 | 0 |
| Guy Hellers        | 1964-10-10 | Standard Luik      | 5 | 0 | 0 | 41 | 1 |
| Jeff Saibene       | 1968-09-13 | Old Boys Basel     | 5 | 0 | 0 | 19 | 0 |
| Théo Malget        | 1961-03-02 | FC Wiltz 71        | 4 | 2 | 0 | 46 | 3 |
| Luc Holtz          | 1969-06-14 | Avenir Beggen      | 3 | 0 | 0 | 8  | 0 |
| Manuel Cardoni     | 1972-09-22 | Jeunesse Esch      | 1 | 2 | 0 | 3  | 0 |
| Denis Scuto        | 1964-11-13 | Jeunesse Esch      | 0 | 3 | 0 | 7  | 0 |
| Aanval             |            |                    |   |   |   |    |   |
| Robert Langers     | 1960-08-01 | Étoile Carouge     | 5 | 0 | 0 | 51 | 5 |
| Patrick Morocutti  | 1968-02-19 | Union Luxembourg   | 2 | 3 | 0 | 14 | 0 |
| Stefano Fanelli    | 1969-10-20 | F91 Dudelange      | 1 | 1 | 1 | 2  | 1 |
| Serge Thill        | 1969-01-29 | Union Luxembourg   | 0 | 1 | 0 | 4  | 0 |

FLF · A-internationals · Bondscoaches · Statistieken · Luxemburgs vrouwenelftal · Luxemburg U21 · Luxemburg U19 · Luxemburg U18 · Luxemburg U17 · Luxemburg U16
1911 – 1919 ·
1920 – 1929 ·
1930 – 1939 ·
1940 – 1949 ·
1950 – 1959 ·
1960 – 1969 ·
1970 – 1979 ·
1980 – 1989 ·
1990 – 1999 ·
2000 – 2009 ·
2010 – 2019 ·
2020 − 2029
OS 1920 · 
OS 1924 · 
OS 1928 · 
OS 1936 · 
OS 1948 · 
OS 1952
1911 · 
1912 · 
1913 · 
1914 · 
1915 · 1916 · 1917 · 1918 · 1919 · 
1920 · 
1921 · 1922 · 1923 · 
1924 · 
1925 · 1926 · 
1927 · 
1928 · 
1929 · 1930 · 1931 · 1932 · 1933 · 
1934 · 
1935 · 
1936 · 
1937 · 
1938 · 
1939 · 
1940 · 
1941 · 1942 · 1943 · 1944 · 
1945 · 
1946 · 
1947 · 
1948 · 
1949 · 
1950 · 
1952 · 
1952 · 
1953 · 
1954 · 
1955 · 
1956 · 
1957 · 
1958 · 
1959 · 
1960 · 
1961 · 
1962 · 
1963 · 
1964 · 
1965 · 
1966 · 
1967 · 
1968 · 
1969 · 
1970 · 
1971 · 
1972 · 
1973 · 
1974 · 
1975 · 
1976 · 
1977 · 
1978 · 
1979 · 
1980 · 
1981 · 
1982 · 
1983 · 
1984 · 
1985 · 
1986 · 
1987 · 
1988 · 
1989 · 
1990 · 
1991 · 
1992 · 
1993 · 
1994 · 
1995 · 
1996 · 
1997 · 
1998 · 
1999 · 
2000 · 
2001 · 
2002 · 
2003 · 
2004 · 
2005 · 
2006 · 
2007 · 
2008 · 
2009 · 
2010 · 
2011 · 
2012 · 
2013 · 
2014 · 
2015 ·
2016 ·
2017 ·
2018 ·
2019 ·
2020 ·
2021
Afghanistan ·
Albanië ·
Algerije ·
Armenië ·
Azerbeidzjan ·
België ·
Bosnië en Herzegovina ·
Brazilië ·
Bulgarije ·
Canada ·
Cyprus ·
DDR ·
Denemarken ·
(West-)Duitsland ·
Egypte ·
Engeland ·
Estland ·
Faeröer ·
Finland ·
Frankrijk ·
Gambia ·
Georgië ·
Griekenland ·
Hongarije ·
Ierland ·
IJsland ·
Israël ·
Italië ·
Japan ·
Joegoslavië ·
Kaapverdië ·
Kameroen ·
Kazachstan ·
Letland ·
Liechtenstein ·
Litouwen ·
Madagaskar ·
Malta ·
Marokko ·
Mexico ·
Moldavië ·
Montenegro ·
Myanmar ·
Nederland ·
Nigeria ·
Noord-Ierland ·
Noord-Macedonië ·
Noorwegen ·
Oekraïne ·
Oostenrijk ·
Polen ·
Portugal ·
Qatar ·
Roemenië ·
Rusland ·
San Marino ·
Saoedi-Arabië ·
Schotland ·
Senegal ·
Servië ·
Servië en Montenegro ·
Slovenië ·
Slowakije ·
Sovjet-Unie ·
Spanje ·
Thailand ·
Togo ·
Tsjechië ·
Tsjecho-Slowakije ·
Turkije ·
Uruguay ·
Verenigde Staten ·
Wales ·
Wit-Rusland ·
Zuid-Korea ·
Zweden ·
Zwitserland